# Guddehjälms naturreservat
Guddehjälms naturreservat är ett naturreservat inom nätverket Natura 2000 i Ytterby socken i Kungälvs kommun i Västra Götalands län. Det inrättades 2009 och har en areal på omkring 162 ha. Reservatet innehåller en av de största sammanhängande ädellövskogarna i Bohuslän samt flera ovanliga lav- och mossarter såsom bokfjädermossa, bokvårtlav, korallblylav och mussellav.
Reservatet förvaltas av Västkuststiftelsen.